# توکای سربلوطی
توکای سربلوطی (نام علمی: Geokichla interpres) در جنگل‌ها و درختزارهای جنوب شرقی آسیا زندگی می‌کند. این پرنده آوازخوان از تیره توکایان است. به‌طور سنتی، توکای اِنگانو را به عنوان یک زیرگونه دربر می‌گیرد، اما یک بررسی اخیر توصیه می‌کند که آنها را به عنوان یک زیرگونه در نظر بگیرید. در نتیجه، توکای سربلوطی تک‌نماد است.